# Bayard, Nebraska
Bayard är en stad (city) i Morrill County i västra delen av den amerikanska delstaten Nebraska. Staden ligger strax norr om North Platte River, omkring 35 kilometer öster om Scottsbluff, Nebraska, och hade 1 209 invånare vid 2010 års federala folkräkning.

## Historia
Bayard grundades på den ursprungliga platsen någon kilometer nordväst om den nuvarande platsen under 1880-talet. Orten döptes efter en av nybyggarfamiljernas hemort Bayard, Iowa. En lanthandel med en samlingslokal och byggnaden för den lokala tidningen "The Bayard Transcript" var de två första byggnaderna. 1888 öppnades ortens postkontor.
Omkring år 1900 färdigställdes Chicago, Burlington and Quincy Railroads (idag del av BNSF) järnvägslinje längs norra sidan av North Platte River. Järnvägen byggde även en station någon kilometer sydost om den befintliga staden, och invånarna beslutade då att flytta orten till stationens plats där staden fortfarande ligger idag. Staden fick en sockerfabrik 1916 vilket ledde till en blomstringsperiod under de följande åren, innan 1920-talets recession ledde till ekonomisk tillbakagång.

## Näringsliv
Ortens ekonomi är idag huvudsakligen inriktad på jordbruk, boskapsuppfödning och livsmedelsindustri.

## Sevärdheter

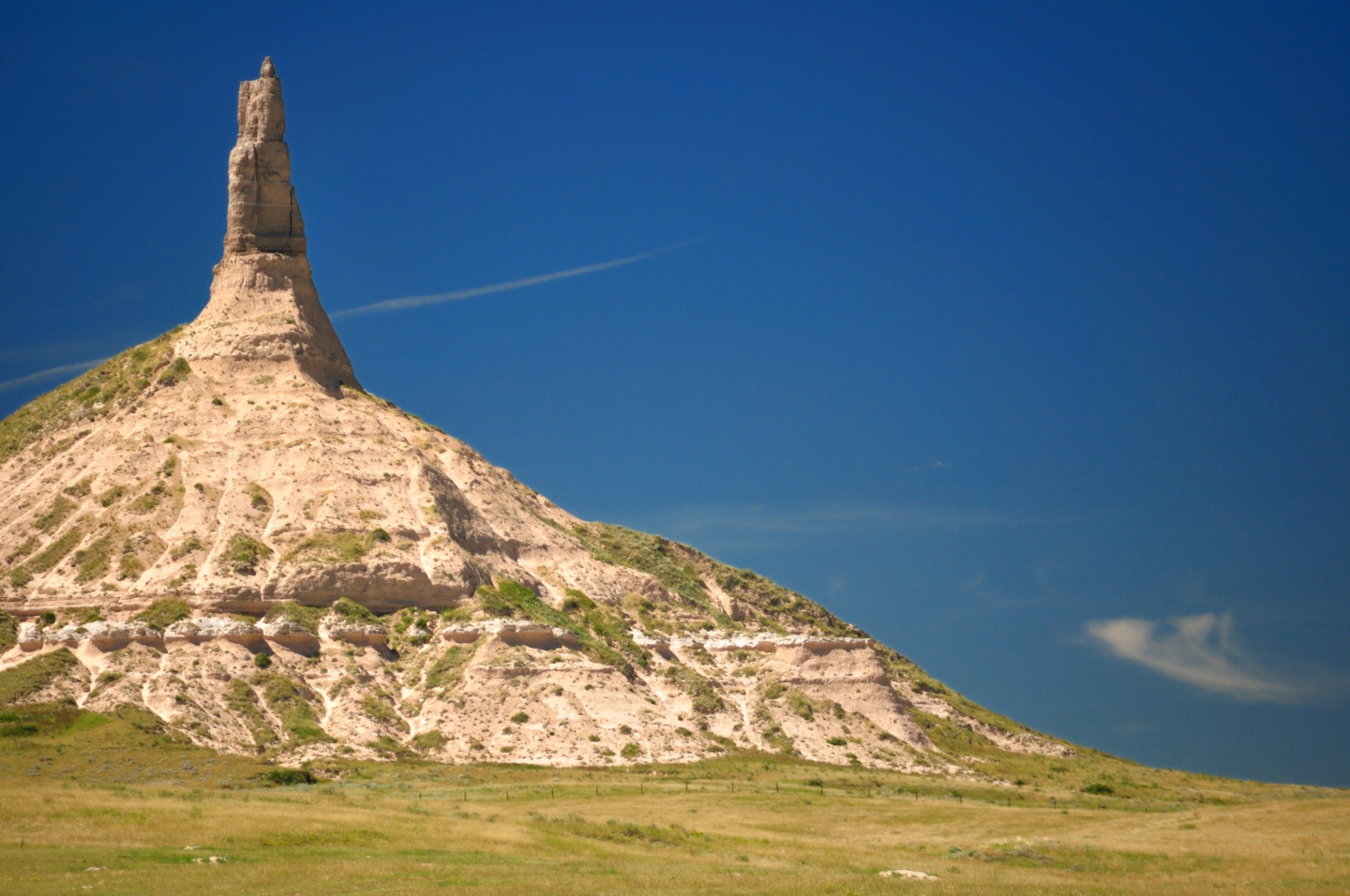
Chimney Rock National Historic Site.

Omkring 5 kilometer söder om staden ligger Chimney Rock National Historic Site, en smal 90 meter hög klippformation som fungerade som ett känt landmärke för 1800-talets nybyggare på väg västerut längs North Platte Rivers dalgång.

## Kommunikationer
Genom staden går den federala landsvägen U.S. Route 26 som sammanbinder Bayard med grannstäderna Scottsbluff och Bridgeport. Järnvägslinjen genom staden drivs idag av BNSF och används endast för godstrafik. I Scottsbluff finns närmaste regionala flygplats.